# Koos Venter
Jacobus Johannes (Koos) Venter (District Colesberg, 22 maart 1814 – Broekpoort, Bethulie, 28 januari 1889) was een staatsman in de Oranje Vrijstaat. Hij was lid van de Volksraad van de Oranje Vrijstaat, voorzitter van de Samengestelde Commissie voor het Bestuur van de Regering in 1855 en diende als waarnemend staatspresident in 1859/60 en opnieuw in 1863/64.
Koos Venter heeft een belangrijke rol gespeeld in de Vrijstaatse politiek en in de Gereformeerde Kerk van de Vrijstaat. Naast politicus was hij boer en kerkelijk leider.

## Biografie
Venter werd geboren in de Kaapkolonie dat toen Brits grondgebied was. Zijn vader was een van de stichters van de Gereformeerde Kerk in Colesberg.
Op het moment dat Venter zich vestigde in Transoranje, heette dat gebied de Oranjeriviersoevereiniteit en stond deze kolonie onder leiding van een Britse resident in Bloemfontein. Toen de Britten voornemens waren zich uit het gebied terug te trekken, werd Venter bij het project betrokken. Venter was mede-ondertekenaar van de Conventie van Bloemfontein, waarmee de Oranje Vrijstaat zijn onafhankelijkheid verkreeg.
Venter was zeer actief in het politieke leven in de Vrijstaat. Tussen 1854 en 1888 was Venter – met een korte onderbreking – liefst 27 jaar lid van de Volksraad, eerst voor het district Bloemfontein en later voor Bethulie.
Op 12 mei 1859 was hij mede-stichter van de Gereformeerde Kerk in de Oranje Vrijstaat.

## Persoonlijk leven
Venter trouwde drie keer en kreeg zestien kinderen.